# Liste der Vorsitzenden des Nationalrats von Namibia
Dies ist die Liste der Vorsitzenden des Nationalrats von Namibia, dem Oberhaus. 
| Name                     | Foto                     | Vize                     | Amtszeit                           |
| ------------------------ | ------------------------ | ------------------------ | ---------------------------------- |
| Kandy Nehova             |                          | Zedekia Mujoro           | 23. Februar 1993–16. Dezember 2004 |
| Asser Kapere             |                          | Margaret Mensah-Williams | 16. Dezember 2004–8. Dezember 2015 |
| Margaret Mensah-Williams | Margaret Mensah-Williams | Bernard Sibalatani       | 8. Dezember 2015–9. Dezember 2019  |
| Bernard Sibalatani       | Bernard Sibalatani       | Victoria Kauma           | 9. Dezember 2019–4. Dezember 2020  |
| Lukas Muha               | Lukas Muha               | Victoria Kauma           | seit 15. Dezember 2020             |